# Pallacanestro ai Giochi della XXV Olimpiade - Torneo maschile
Il torneo maschile di pallacanestro ai Giochi della XXV Olimpiade ebbe inizio il 26 luglio 1992 e si concluse l'8 agosto. Gli Stati Uniti sconfissero in finale la Croazia con il risultato di 117-85; il bronzo andò alla Lituania.

## Risultati

### Fase preliminare

#### Gruppo A
| Team           | Pt | V - P | PF - PS   | DP   |
| -------------- | -- | ----- | --------- | ---- |
| 1. Stati Uniti | 10 | 5 - 0 | 579 - 350 | +229 |
| 2. Croazia     | 9  | 4 - 1 | 423 - 400 | +23  |
| 3. Brasile     | 7  | 2 - 3 | 420 - 463 | -43  |
| 4. Germania    | 7  | 2 - 3 | 369 - 432 | -63  |
| 5. Angola      | 6  | 1 - 4 | 324 - 392 | -68  |
| 6. Spagna      | 6  | 1 - 4 | 398 - 476 | -78  |

| Barcellona 26 luglio 1992, ore 16:30 | Angola   | 48 – 116 (16-64) referto | Stati Uniti | Pabellón Olímpico de Badalona |
| \| \| \| \| \| da Conceição 10 \| Punti \| 24 Barkley \| \| da Conceição 2 \| Assist \| 10 Magic Johnson \| \| da Conceição 7 \| Rimbalzi \| 6 Barkley \| |          |                          |             |                               |
| |          |                          |             |                               |
| da Conceição 10 | Punti    | 24 Barkley               |             |                               |
| da Conceição 2 | Assist   | 10 Magic Johnson         |             |                               |
| da Conceição 7 | Rimbalzi | 6 Barkley                |             |                               |

| Barcellona 26 luglio 1992 | Germania | 83 – 74 (46-39) | Spagna | Pabellón Olímpico de Badalona |

| Barcellona 26 luglio 1992 | Croazia | 93 – 76 (55-40) | Brasile | Pabellón Olímpico de Badalona |

| Barcellona 27 luglio 1992 | Angola | 63 – 64 (42-36) | Germania | Pabellón Olímpico de Badalona |

| Barcellona 27 luglio 1992, ore 20:30 | Croazia  | 70 – 103 (37-54) referto | Stati Uniti | Pabellón Olímpico de Badalona |
| \| \| \| \| \| Petrović 19 \| Punti \| 21 Jordan \| \| Kukoč 5 \| Assist \| 9 Pippen \| \| Vranković, Rađa 8 \| Rimbalzi \| 5 Malone \| |          |                          |             |                               |
| |          |                          |             |                               |
| Petrović 19 | Punti    | 21 Jordan                |             |                               |
| Kukoč 5 | Assist   | 9 Pippen                 |             |                               |
| Vranković, Rađa 8 | Rimbalzi | 5 Malone                 |             |                               |

| Barcellona 27 luglio 1992 | Brasile | 100 – 101 (43-53) | Spagna | Pabellón Olímpico de Badalona |

| Barcellona 29 luglio 1992 | Brasile | 76 – 66 (42-26) | Angola | Pabellón Olímpico de Badalona |

| Barcellona 29 luglio 1992, ore 20:30 | Stati Uniti | 111 – 68 (58-23) referto | Germania | Pabellón Olímpico de Badalona |
| \| \| \| \| \| Bird 19 \| Punti \| 15 Jackel, Schrempf \| \| Jordan 12 \| Assist \| 2 Rödl, Schrempf \| \| Malone 5 \| Rimbalzi \| 8 Schrempf \| |             |                          |          |                               |
| |             |                          |          |                               |
| Bird 19 | Punti       | 15 Jackel, Schrempf      |          |                               |
| Jordan 12 | Assist      | 2 Rödl, Schrempf         |          |                               |
| Malone 5 | Rimbalzi    | 8 Schrempf               |          |                               |

| Barcellona 29 luglio 1992 | Croazia | 88 – 79 (45-42) | Spagna | Pabellón Olímpico de Badalona |

| Barcellona 31 luglio 1992 | Spagna | 63 – 83 (36-37) | Angola | Pabellón Olímpico de Badalona |

| Barcellona 31 luglio 1992 | Croazia | 99 – 78 (46-41) | Germania | Pabellón Olímpico de Badalona |

| Barcellona 31 luglio 1992, ore 22:30                                                                                                  | Stati Uniti | 127 – 83 (60-41) referto | Brasile | Pabellón Olímpico de Badalona |
| \| \| \| \| \| Barkley 30 \| Punti \| 24 Oscar Schmidt \| \| Drexler 10 \| Assist \| 7 Maury \| \| Ewing 9 \| Rimbalzi \| 9 Josuel \| |             |                          |         |                               |
| |             |                          |         |                               |
| Barkley 30 | Punti       | 24 Oscar Schmidt         |         |                               |
| Drexler 10 | Assist      | 7 Maury                  |         |                               |
| Ewing 9 | Rimbalzi    | 9 Josuel                 |         |                               |

| Barcellona 2 agosto 1992 | Germania | 76 – 85 (40-39) | Brasile | Pabellón Olímpico de Badalona |

| Barcellona 2 agosto 1992 | Croazia | 73 – 64 (27-38) | Angola | Pabellón Olímpico de Badalona |

| Barcellona 2 agosto 1992, ore 22:30 | Spagna   | 81 – 122 (35-65) referto | Stati Uniti | Pabellón Olímpico de Badalona |
| \| \| \| \| \| Jiménez 23 \| Punti \| 20 Barkley \| \| Jiménez 6 \| Assist \| 9 Pippen \| \| Jiménez, Andreu 7 \| Rimbalzi \| 10 Malone, Ewing \| |          |                          |             |                               |
| |          |                          |             |                               |
| Jiménez 23 | Punti    | 20 Barkley               |             |                               |
| Jiménez 6 | Assist   | 9 Pippen                 |             |                               |
| Jiménez, Andreu 7 | Rimbalzi | 10 Malone, Ewing         |             |                               |

#### Gruppo B
| Team                 | Pt | V - P | PF - PS   | DP   | SD  |
| -------------------- | -- | ----- | --------- | ---- | --- |
| 1. Squadra Unificata | 9  | 4 - 1 | 425 - 373 | +52  | 1-0 |
| 2. Lituania          | 9  | 4 - 1 | 481 - 424 | +57  | 0-1 |
| 3. Australia         | 8  | 3 - 2 | 432 - 396 | +36  | 1-0 |
| 4. Porto Rico        | 8  | 3 - 2 | 445 - 440 | +5   | 0-1 |
| 5. Venezuela         | 6  | 1 - 4 | 392 - 427 | -35  |     |
| 6. Cina              | 5  | 0 - 5 | 381 - 496 | -115 |     |

| Barcellona 26 luglio 1992 | Venezuela | 64 – 78 (16-34) | Squadra Unificata | Pabellón Olímpico de Badalona |

| Barcellona 26 luglio 1992 | Cina | 75 – 112 (26-55) | Lituania | Pabellón Olímpico de Badalona |

| Barcellona 26 luglio 1992 | Porto Rico | 76 – 116 (31-57) | Australia | Pabellón Olímpico de Badalona |

| Barcellona 27 luglio 1992 | Venezuela | 79 – 87 (46-38) | Lituania | Pabellón Olímpico de Badalona |

| Barcellona 27 luglio 1992 | Squadra Unificata | 85 – 63 (35-51) | Australia | Pabellón Olímpico de Badalona |

| Barcellona 27 luglio 1992 | Cina | 68 – 100 (35-51) | Porto Rico | Pabellón Olímpico de Badalona |

| Barcellona 29 luglio 1992 | Venezuela | 71 – 78 (27-43) | Australia | Pabellón Olímpico de Badalona |

| Barcellona 29 luglio 1992 | Squadra Unificata | 100 – 84 (55-39) | Cina | Pabellón Olímpico de Badalona |

| Barcellona 29 luglio 1992 | Lituania | 104 – 91 (50-43) | Porto Rico | Pabellón Olímpico de Badalona |

| Barcellona 31 luglio 1992 | Venezuela | 82 – 96 (42-52) | Porto Rico | Pabellón Olímpico de Badalona |

| Barcellona 31 luglio 1992 | Australia | 88 – 66 (39-28) | Cina | Pabellón Olímpico de Badalona |

| Barcellona 31 luglio 1992 | Lituania | 80 – 92 (38-26) | Squadra Unificata | Pabellón Olímpico de Badalona |

| Barcellona 2 agosto 1992 | Venezuela | 96 – 88 (52-52) | Cina | Pabellón Olímpico de Badalona |

| Barcellona 2 agosto 1992 | Australia | 87 – 98 (46-45) | Lituania | Pabellón Olímpico de Badalona |

| Barcellona 2 agosto 1992 | Porto Rico | 82 – 70 (36-39) | Squadra Unificata | Pabellón Olímpico de Badalona |

### Fase finale

#### Quarti di finale
| Badalona 4 agosto 1992, ore 14:30 | Croazia                     | 98 – 65 (41-31) referto | Australia | Palau d'Esports\| Arbitri: \| Kōstas Rīgas Emilio Maceira \| |
| Arbitri:                          | Kōstas Rīgas Emilio Maceira |                         |           |                                                              |

| Badalona 4 agosto 1992, ore 16:30 | Squadra Unificata                     | 83 – 76 (35-36) referto | Germania | Palau d'Esports\| Arbitri: \| Richard Steeves Antônio Carlos Affini \| |
| Arbitri:                          | Richard Steeves Antônio Carlos Affini |                         |          |                                                                        |

| Badalona 4 agosto 1992, ore 20:30 | Lituania                              | 114 – 96 (48-52) referto | Brasile | Palau d'Esports\| Arbitri: \| Dick Bavetta Francisco Javier Fajardo \| |
| Arbitri:                          | Dick Bavetta Francisco Javier Fajardo |                          |         |                                                                        |

| Arbitri: | Danko Radić Reuven Virovnik |

|            |          |                   |
| Mullin 21  | Punti    | 13 Casiano, Ortiz |
| Pippen 8   | Assist   | 4 Carter          |
| Laettner 8 | Rimbalzi | 8 Ortiz           |

#### Piazzamenti 9º-12º posto
|  | Spareggi  | Spareggi  | Spareggi |        |        | Finale 9º-10º posto  | Finale 9º-10º posto  | Finale 9º-10º posto  |  |
|  |           |           |          |        |        |                      |                      |                      |  |
|  | Angola    | Angola    | 79       |        |        |                      |                      |                      |  |
|  | Angola    | Angola    | 79       |        |        |                      |                      |                      |  |
|  | Cina      | Cina      | 69       |        |        |                      |                      |                      |  |
|  | Cina      | Cina      | 69       |        | Angola | Angola               | 75                   |                      |  |
|  |           |           |          |        | Angola | Angola               | 75                   |                      |  |
|  |           |           | Spagna   | Spagna | 78     |                      |                      |                      |  |
|  | Venezuela | Venezuela | Spagna   | Spagna | 78     | 81                   |                      |                      |  |
|  | Venezuela | Venezuela |          |        |        | 81                   |                      |                      |  |
|  | Spagna    | Spagna    | 95       |        |        | Finale 11º-12º posto | Finale 11º-12º posto | Finale 11º-12º posto |  |
|  | Spagna    | Spagna    | 95       |        |        |                      |                      |                      |  |
|  |           |           |          |        |        |                      |                      |                      |  |
|  |           |           |          |        |        | Cina                 | Cina                 | 97                   |  |
|  |           |           |          |        |        | Cina                 | Cina                 | 97                   |  |
|  |           |           |          |        |        | Venezuela            | Venezuela            | 100                  |  |

| Badalona 4 agosto 1992, ore 9:30 | Angola                         | 79 – 69 (40-35) referto | Cina | Palau d'Esports\| Arbitri: \| Mikhail Grigorev Viliam Koller \| |
| Arbitri:                         | Mikhail Grigorev Viliam Koller |                         |      |                                                                 |

| Badalona 4 agosto 1992, ore 11:30 | Venezuela               | 81 – 95 (40-46) referto | Spagna | Palau d'Esports\| Arbitri: \| Efim Resser Félix Fares \| |
| Arbitri:                          | Efim Resser Félix Fares |                         |        |                                                          |

| Badalona 6 agosto 1992, ore 9:00 | Cina                                 | 97 – 100 (51-51) referto | Venezuela | Palau d'Esports\| Arbitri: \| Bill Mildenhall Romualdas Brazauskas \| |
| Arbitri:                         | Bill Mildenhall Romualdas Brazauskas |                          |           |                                                                       |

| Badalona 6 agosto 1992, ore 11:00 | Angola                  | 75 – 78 (39-41) referto | Spagna | Palau d'Esports (11.000 spett.)\| Arbitri: \| Danko Radić Gāo Shùsòng \| |
| Arbitri:                          | Danko Radić Gāo Shùsòng |                         |        |                                                                          |

#### Piazzamenti 5º-8º posto
|  | Spareggi   | Spareggi   | Spareggi  |           |         | Finale 5º-6º posto | Finale 5º-6º posto | Finale 5º-6º posto |  |
|  |            |            |           |           |         |                    |                    |                    |  |
|  | Brasile    | Brasile    | 86        |           |         |                    |                    |                    |  |
|  | Brasile    | Brasile    | 86        |           |         |                    |                    |                    |  |
|  | Porto Rico | Porto Rico | 84        |           |         |                    |                    |                    |  |
|  | Porto Rico | Porto Rico | 84        |           | Brasile | Brasile            | 90                 |                    |  |
|  |            |            |           |           | Brasile | Brasile            | 90                 |                    |  |
|  |            |            | Australia | Australia | 80      |                    |                    |                    |  |
|  | Australia  | Australia  | Australia | Australia | 80      | 109                |                    |                    |  |
|  | Australia  | Australia  |           |           |         | 109                |                    |                    |  |
|  | Germania   | Germania   | 79        |           |         | Finale 7º-8º posto | Finale 7º-8º posto | Finale 7º-8º posto |  |
|  | Germania   | Germania   | 79        |           |         |                    |                    |                    |  |
|  |            |            |           |           |         |                    |                    |                    |  |
|  |            |            |           |           |         | Porto Rico         | Porto Rico         | 86                 |  |
|  |            |            |           |           |         | Porto Rico         | Porto Rico         | 86                 |  |
|  |            |            |           |           |         | Germania           | Germania           | 96                 |  |

| Badalona 6 agosto 1992, ore 14:30 | Brasile                              | 86 – 84 (43-49) referto | Porto Rico | Palau d'Esports\| Arbitri: \| Mikhail Grigorev Philippe Mailhabiau \| |
| Arbitri:                          | Mikhail Grigorev Philippe Mailhabiau |                         |            |                                                                       |

| Badalona 6 agosto 1992, ore 20:30 | Australia                      | 109 – 79 (52-44) referto | Germania | Palau d'Esports\| Arbitri: \| Reuven Virovnik Emilio Maceira \| |
| Arbitri:                          | Reuven Virovnik Emilio Maceira |                          |          |                                                                 |

| Badalona 8 agosto 1992, ore 11:00 | Brasile                           | 90 – 80 (44-38) referto | Australia | Palau d'Esports\| Arbitri: \| Viliam Koller Philippe Mailhabiau \| |
| Arbitri:                          | Viliam Koller Philippe Mailhabiau |                         |           |                                                                    |

| Badalona 8 agosto 1992, ore 20:00 | Porto Rico                            | 86 – 96 (46-45) referto | Germania | Palau d'Esports\| Arbitri: \| Stefano Cazzaro Antônio Carlos Affini \| |
| Arbitri:                          | Stefano Cazzaro Antônio Carlos Affini |                         |          |                                                                        |

#### Semifinali
| Arbitri: | Francisco Javier Fajardo Stefano Cazzaro |

|             |          |           |
| Petrović 28 | Punti    | 20 Volkov |
| Kukoč 7     | Assist   | 5 Volkov  |
| Rađa 11     | Rimbalzi | 6 Volkov  |

| Arbitri: | Kōstas Rīgas Antônio Carlos Affini |

|                 |          |                 |
| Marčiulionis 20 | Punti    | 21 Jordan       |
| Marčiulionis 8  | Assist   | 8 Magic Johnson |
| Sabonis 8       | Rimbalzi | 8 Robinson      |

#### Finali
3º-4º posto
| Arbitri: | Dick Bavetta Emilio Maceira |

|               |          |                 |
| Tichonenko 24 | Punti    | 29 Marčiulionis |
| Sucharev 4    | Assist   | 3 Marčiulionis  |
| Volkov 8      | Rimbalzi | 16 Sabonis      |

1º-2º posto
| Arbitri: | Wiesław Zych Richard Steeves |

| |            | |
| Petrović 24                                                                                                 | Punti      | 22 Jordan                                                                                           |
| Kukoč 9 | Assist     | 6 Johnson                                                                                           |
| Rađa 6 | Rimbalzi   | 6 Ewing                                                                                             |
| Petrović, Komazec, Kukoč, Rađa, Vranković Perasović, Cvjetićanin, Alanović, Arapović, Tabak, Gregov, Naglić | Formazioni | Johnson, Jordan, Pippen, Malone, Ewing Laettner, Robinson, Bird, Drexler, Stockton, Mullin, Barkley |
| Petar Skansi                                                                                                | Allenatori | Chuck Daly                                                                                          |

## Classifica finale
| Campione olimpico | Campione olimpico | Campione olimpico |
| --- | ----------------- | --- |
| Stati Uniti4 Laettner, 5 Robinson, 6 Ewing, 7 Bird, 8 Pippen, 9 Jordan, 10 Drexler, 11 Malone, 12 Stockton, 13 Mullin, 14 Barkley, 15 Johnson, All. Chuck Daly |                   | |
| Argento | Croazia           | Croazia4 Petrović, 5 Perasović, 6 Cvjetićanin, 7 Kukoč, 8 Alanović, 9 Arapović, 10 Tabak, 11 Vranković, 12 Gregov, 13 Komazec, 14 Rađa, 15 Naglić, All. Petar Skansi                             |
| Bronzo | Lituania          | Lituania4 Chomičius, 5 Pazdrazdis, 6 Visockas, 7 Dimavičius, 8 Brazdauskis, 9 Krapikas, 10 Kurtinaitis, 11 Sabonis, 12 Karnišovas, 13 Marčiulionis, 14 Einikis, 15 Jovaiša, All. Vladas Garastas |
| 4. | Squadra Unificata | Squadra Unificata4 Vētra, 5 Bazarevič, 6 Miglinieks, 7 Gorin, 8 Panov, 9 Tichonenko, 10 Berežnyj, 11 Nosov, 12 Sucharev, 13 Qadaşev, 14 Volkov, 15 Belostennyj, All. Jurij Selichov              |
| 5. | Brasile           | Brasile4 Paulinho, 5 Guerrinha, 6 Gerson, 7 Pipoka, 8 Rolando, 9 Cadum, 10 Maury, 11 Marcel, 12 Josuel, 13 Fernando Minucci, 14 Oscar, 15 Israel, All. José Medalha                              |
| 6. | Australia         | Australia4 Dorge, 5 McKay, 6 Smyth, 7 Sengstock, 8 Keogh, 9 Loggins, 10 Gaze, 11 Heal, 12 Bradtke, 13 Longley, 14 Vlahov, 15 Borner, All. Adrian Hurley                                          |
| 7. | Germania          | Germania4 Behnke, 5 Rödl, 6 Andres, 7 Baeck, 8 Neuhaus, 9 Harnisch, 10 Blab, 11 Schrempf, 12 Gnad, 13 Nürnberger, 14 Kujawa, 15 Jackel, All. Svetislav Pešić                                     |
| 8. | Porto Rico        | Porto Rico4 Ortiz, 5 López, 6 Gause, 7 Pellot, 8 Mincy, 9 Carter, 10 Colón, 11 Rivas, 12 Morales, 13 de León, 14 Casiano, 15 Soto, All. Raymond Dalmau                                           |
| 9. | Spagna            | Spagna4 Villacampa, 5 Arcega, 6 Biriukov, 7 R. Jofresa, 8 Jiménez, 9 Aldama, 10 T. Jofresa, 11 Fernández, 12 Herreros, 13 Orenga, 14 Andreu, 15 Epi, All. Antonio Díaz-Miguel                    |
| 10. | Angola            | Angola4 Romano, 5 Moreira, 6 Â. Victoriano, 7 Ucuahamba, 8 Coimbra, 9 Sousa, 10 Carvalho, 11 Sardinha, 12 Dias, 13 Macedo, 14 Guimarães, 15 Conceição, All. Victorino Cunha                      |
| 11. | Venezuela         | Venezuela4 V. Díaz, 5 D. Díaz, 6 Jaramillo, 7 Solórzano, 8 González, 9 Jiménez, 10 Shepherd, 11 Herrera, 12 Walcott, 13 Estaba, 14 Olivares, 15 Nelcha, All. Julio Toro                          |
| 12. | Cina              | Cina4 A, 5 Li, 6 Wang, 7 Sun J., 8 Hu, 9 Song, 10 Wu, 11 Sun F., 12 Ma, 13 Zhang, 14 Shan, 15 Gong, All. Jiang Xingquan                                                                          |